# Grande Prêmio dos Países Baixos de 1953
Resultados do Grande Prêmio dos Países Baixos de Fórmula 1 realizado em Zandvoort à 7 de junho de 1953. Foi a terceira etapa da temporada e a vitória coube ao italiano Alberto Ascari.

## Classificação da prova
| Pos. | Nº | Piloto                               | Construtor            | Voltas | Tempo/Diferença  | Grid | Pontos |
| ---- | -- | ------------------------------------ | --------------------- | ------ | ---------------- | ---- | ------ |
| 1    | 2  | Alberto Ascari                       | Ferrari               | 90     | 2:53:35.8        | 1    | 8      |
| 2    | 6  | Giuseppe Farina                      | Ferrari               | 90     | + 10.4           | 3    | 6      |
| 3    | 16 | Felice Bonetto José Froilán González | Maserati              | 89     | + 1 volta        | 13   | 2      |
| 4    | 8  | Mike Hawthorn                        | Ferrari               | 89     | + 1 volta        | 6    | 3      |
| 5    | 18 | Toulo de Graffenried                 | Maserati              | 88     | + 2 voltas       | 7    | 2      |
| 6    | 24 | Maurice Trintignant                  | Gordini               | 87     | + 3 voltas       | 12   |        |
| 7    | 10 | Louis Rosier                         | Ferrari               | 86     | + 4 voltas       | 8    |        |
| 8    | 36 | Peter Collins                        | HWM-Alta              | 84     | + 6 voltas       | 16   |        |
| 9    | 34 | Stirling Moss                        | Connaught-Lea-Francis | 83     | + 7 voltas       | 9    |        |
| Ret  | 4  | Luigi Villoresi                      | Ferrari               | 67     | Acelerador       | 4    | 1      |
| Ret  | 28 | Kenneth McAlpine                     | Connaught-Lea-Francis | 63     | Motor            | 14   |        |
| Ret  | 20 | Harry Schell                         | Gordini               | 59     | Transmissão      | 10   |        |
| NC   | 30 | Johnny Claes                         | Connaught-Lea-Francis | 52     | Não classificado | 17   |        |
| Ret  | 12 | Juan Manuel Fangio                   | Maserati              | 36     | Eixo             | 2    |        |
| Ret  | 22 | Roberto Mieres                       | Gordini               | 28     | Transmissão      | 19   |        |
| Ret  | 14 | José Froilán González                | Maserati              | 22     | Eixo traseiro    | 5    |        |
| Ret  | 32 | Ken Wharton                          | Cooper-Bristol        | 19     | Cansaço físico   | 18   |        |
| Ret  | 26 | Roy Salvadori                        | Connaught-Lea-Francis | 14     | Motor            | 11   |        |
| Ret  | 38 | Lance Macklin                        | HWM-Alta              | 7      | Acelerador       | 15   |        |
| DNS  | 40 | Fred Wacker                          | Gordini               | 0      | Não largou       |      |        |